# Nomada striata
Nomada striata ist eine Biene aus der Familie der Apidae. Die Art ähnelt Nomada villosa und Nomada symphyti.

## Merkmale
Die Bienen haben eine Körperlänge von 9 bis 11 Millimeter. Der Kopf und Thorax der Weibchen ist schwarz und ist stark rot gezeichnet. Die Tergite sind rot. Das erste ist basal schwarz, häufig ist es auch das vierte, das zweite, dritte und fünfte haben gelbliche Flecken. Die Mandibeln sind stumpf. Das rote Labrum hat im vorderen Teil ein kleines Zähnchen. Das dritte Fühlerglied ist deutlich kürzer als das vierte. Die Grate zwischen den punktförmigen Strukturen des Mesonotums sind abgerundet und glänzen. Das stark gehöckerte Schildchen (Scutellum) ist rot und hat glänzende Zwischenräume zwischen den punktförmigen Strukturen. Die Schienen (Tibien) der Hinterbeine sind am Ende stumpf und haben unterschiedlich lange Dörnchen. Die Männchen sehen den Weibchen ähnlich, ihr Labrum ist jedoch gelb und das Schildchen trägt zwei rote Flecken.

## Vorkommen und Lebensweise
Die Art ist in Europa verbreitet. Die Tiere fliegen von Ende April bis Anfang August. Sie parasitieren Andrena gelriae, Andrena intermedia, Andrena similis und Andrena wilkella.

## Belege
Felix Amiet, M. Herrmann, A. Müller, R. Neumeyer: Fauna Helvetica 20: Apidae 5. Centre Suisse de Cartographie de la Faune, 2007, ISBN 978-2-88414-032-4.